# John Wingfield (Ritter)
Sir John Wingfield of Letheringham (* um 1430; † 10. Mai 1481) war ein englischer Ritter.

## Leben
Sir John war der älteste Sohn von Sir Robert Wingfield (um 1403–1454), Gutsherr von Letheringham im heutigen Suffolk Coastal District, und Elizabeth Goushill.
Er diente 1454/55 als Sheriff von Norfolk und Suffolk und galt als Anhänger Heinrichs VI. und des Hauses Lancaster. 
Er beteiligte sich aber anscheinend nicht an den Kämpfen der Rosenkriege und erhielt daher Pardon durch das seit Juni 1461 herrschende Haus York und wurde sogar im Juni 1461 im Tower of London zum Knight of the Bath geschlagen und König Eduard IV. berief ihn 1462 in sein Privy Council. Sir John war 1471/72 erneut Sheriff von Norfolk und Suffolk und wurde 1477 vom König zu Verhandlungen mit dem Botschafter von Frankreich nach Amiens entsandt. 1478 war er als Knight of the Shire für Norfolk und Suffolk Mitglied des Parlaments.
Sir John starb im Mai 1481.

## Ehe und Nachkommen
Sir John war verheiratet mit Elizabeth FitzLewis († zwischen 1497 und 1500), Tochter des Sir John FitzLewis, Gutsherr von West Horden in Essex. Das Paar hatte folgende Nachkommen:
- Sir John Wingfield KB, ⚭ Anne Tuchet;
- Sir Edward Wingfield;
- Sir Henry Wingfield, 1480 Pfarrer von Beaconsthorpe in Norfolk;
- John Wingfield, Esquire († 1491);
- William Wingfield, Esquire, ⚭ Joan Walgrave;
- Sir Thomas Wingfield (⚔ 1485 bei Bosworth);
- Sir Robert Wingfield († 1539), ⚭ (1) Eleanor Raynsford, ⚭ (2) Jane Clinton;
- Walter Wingfield, Esquire;
- Lewis Wingfield;
- Sir Richard Wingfield KG († 1525), Gutsherr von Kimbolton Castle in Cambridgeshire, ⚭ (1) Lady Catherine Woodville, Tochter des Richard Woodville, 1. Earl Rivers, eine Schwester der Königin Elizabeth Woodville, ⚭ (2) Bridget Wiltshire;
- Edmund Wingfield, Esquire, ⚭ Ada Wentworth;
- Sir Humphrey Wingfield († 1545), Gutsherr von Brantham Hall in Suffolk, 1533–1536 Speaker of the House of Commons, ⚭ Anna Wisenan;
- Anne Wingfield, ⚭ John Echingham;
- Elizabeth Wingfield;
- Katherine Wingfield, ⚭ Robert Brewes;
- Elizabeth Wingfield, ⚭ Francis Hall.